# 小圣马利亚堂
小圣马利亚堂（英語： 或 ）是一座英格蘭教會堂區教堂，位于英格兰剑桥市中心的特兰平顿街与小圣马利亚巷转角，毗邻彼得学院。该镇另有一座大圣马利亚堂。
小圣马利亚堂属于圣公会伊利教区。

## 花窗玻璃

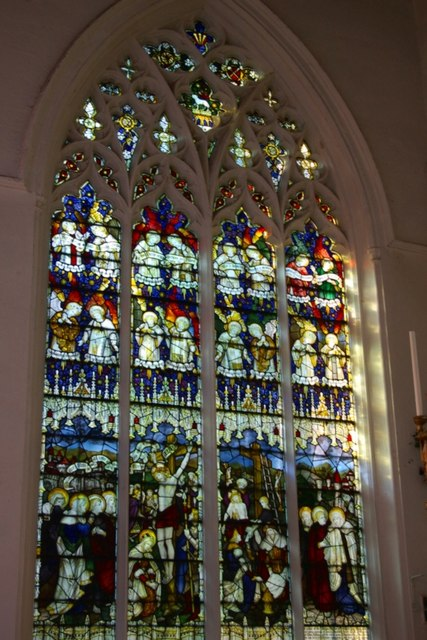
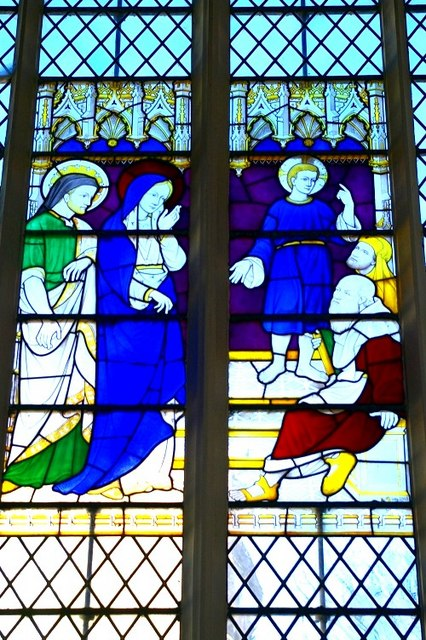
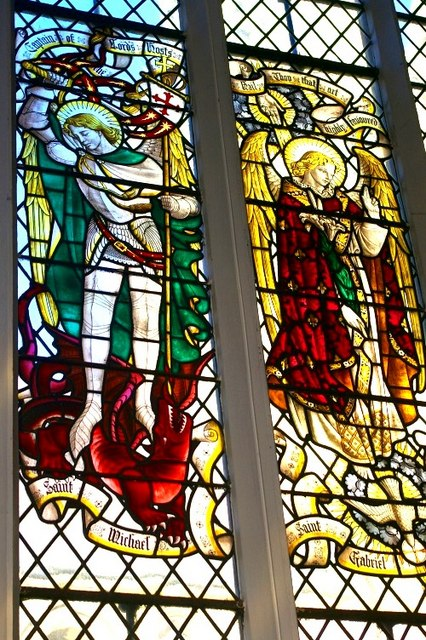
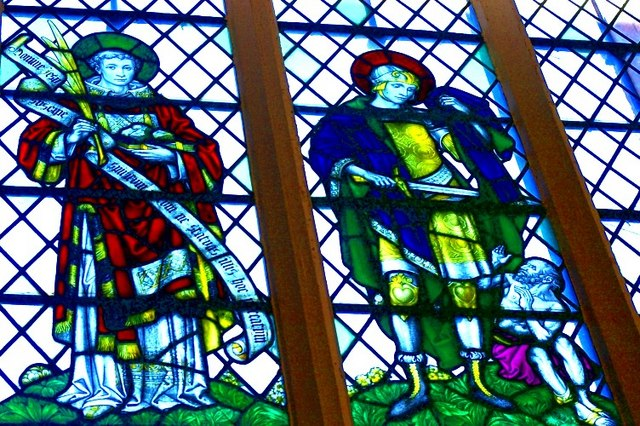
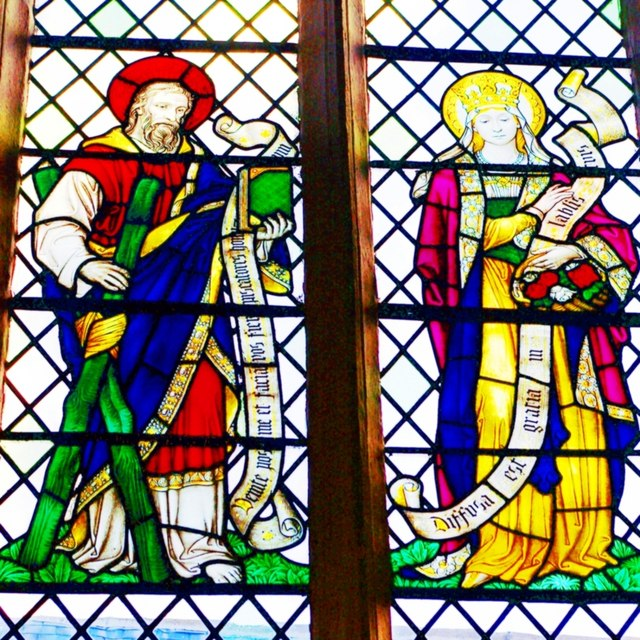
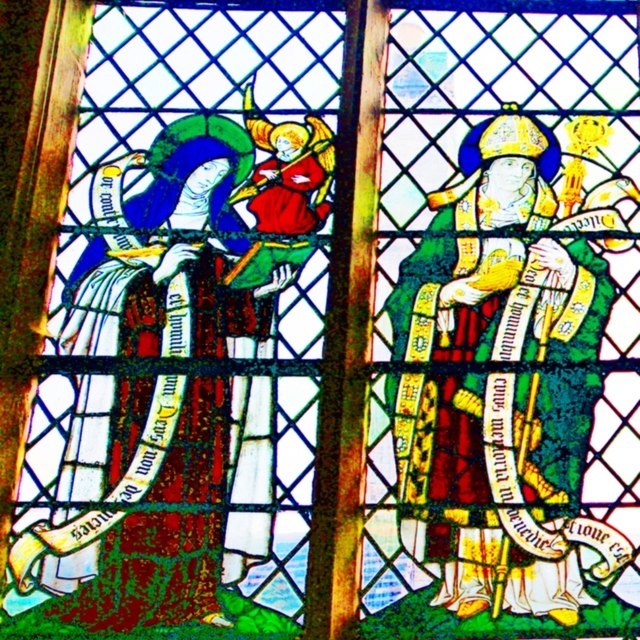
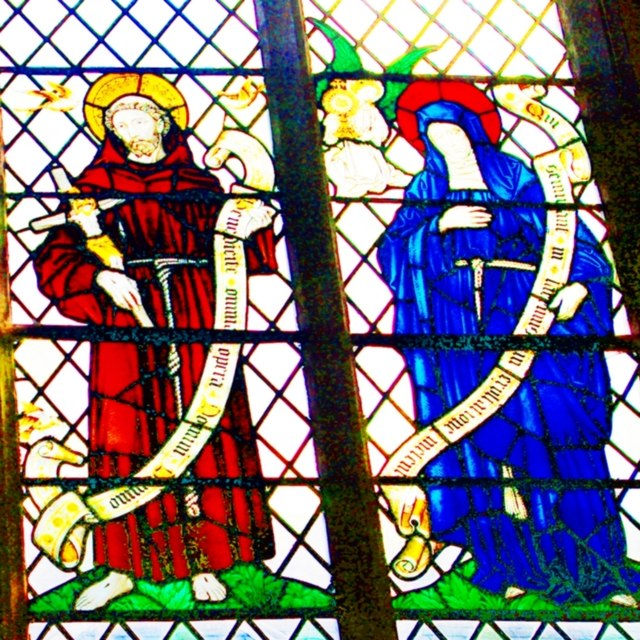